# Algasvarre
Algasvarre är ett berg i Finnmark fylke i Norge, med en höjd av 569 meter över havet. Berget ligger vid älven Tana älvs utlopp och är huvudsändare för radio och tv samt basstation för mobiltelefon.